# Plectropomus marisrubri
Plectropomus marisrubri là một loài cá biển thuộc chi Plectropomus trong họ Cá mú. Loài này được mô tả lần đầu tiên vào năm 1986.

## Từ nguyên
Từ định danh marisrubri được ghép bởi hai âm tiết trong tiếng Latinh: maris ("biển") và rubrus ("đỏ"), hàm ý đề cập đến khu vực phân bố của loài cá này ở Biển Đỏ.

## Phân loại học
Những ghi nhận của Plectropomus pessuliferus trước đây ở Biển Đỏ đã được xác định là P. marisrubri, và P. marisrubri từng được coi là một phân loài của P. pessuliferus. Nhưng theo kết quả nghiên cứu của Ma (2014) trong luận án Tiến sĩ của mình, P. marisrubri có rất nhiều chấm xanh trên má (khoảng 30–50), hơn đáng kể so với P. pessuliferus (khoảng 12 đốm trở xuống). Vây ngực của hai loài cũng có sự khác biệt về màu sắc, màu nâu sẫm và nhạt dần trở ra rìa ở P. marisrubri, nhưng ở P. pessuliferus thì vây ngực trong mờ, có màu trắng nhạt.
Cũng dựa trên kết quả phân tích phát sinh loài của Ma và các cộng sự (2016) sau đó, P. pessuliferus lại không có quan hệ họ hàng trực tiếp với P. marisrubri, mà là loài chị em gần nhất với Plectropomus leopardus, do đó được nâng bậc phân loại lên thành loài hợp lệ. P. marisrubri cũng đã được công nhận là loài hợp lệ trong danh sách thống kê mới nhất của họ Cá mú.

## Phạm vi phân bố và môi trường sống
P. marisrubri sống tập trung ở những khu vực mà san hô phát triển trên các rạn viền bờ và trong đầm phá, có thể được tìm thấy ở độ sâu đến ít nhất là 100 m.
Đánh bắt nhằm vào những đàn P. marisrubri đang sinh sản (một hành vi của loài này) là mối đe dọa lớn đối với loài cá này ở Biển Đỏ. Kể từ giữa những năm 1990, P. marisrubri đã bị suy giảm đáng kể ở ngoài khơi Ả Rập Xê Út, Eritrea và Sudan. Tuy có những biện pháp bảo tồn để giảm nạn đánh bắt quá mức nhưng chúng không đủ mạnh để hạm chế sự suy giảm của P. marisrubri. Do đó, P. marisrubri được xếp vào Loài sắp nguy cấp theo Sách đỏ IUCN.

## Sinh thái học
Một nghiên cứu được công bố trên tạp chí PLOS Biology cho biết, cá mú P. marisrubri và cá lịch Gymnothorax javanicus có thể giao tiếp và phối hợp săn mồi, một điều đã được quan sát ở Biển Đỏ.
P. marisrubri và các loài cá mú nói chung là loài săn mồi vào ban ngày, trong khi cá lịch (cụ thể là G. javanicus) lại săn mồi về đêm và thường nghỉ ngơi trong các hang hốc vào ban ngày. Chiến lược săn mồi của hai loài này cũng rất khác nhau. Cá mú là loài săn mồi ở vùng nước thoáng, còn cá lịch luồn qua những kẽ hở trên rạn san hô và cố gắng dồn con mồi vào hốc kẹt. Do đó, chiến lược săn mồi của hai loài này sẽ bổ sung cho nhau, đẩy con mồi vào tình thế tiến thoái lưỡng nan.
Để bắt đầu cuộc săn mồi, P. marisrubri bơi đến trước mặt G. javanicus và lắc đầu với tần suất cao (3–6 lần lắc mỗi giây) để ra hiệu cùng đi chung, và điều đó cũng cho biết P. marisrubri đang trong cơn đói.

## Phương tiện
Những video dưới đây ghi lại quá trình P. marisrubri và G. javanicus cùng nhau săn mồi:
- P. marisrubri lắc đầu ra hiệu cho G. javanicus
- Cả hai cùng nhau bơi đi tìm mồi
- P. marisrubri báo hiệu nơi ẩn náu của con mồi để G. javanicus bơi đến

## Thương mại
P. marisrubri là loài được nhắm mục tiêu đánh bắt ở nhiều nơi trong khu vực Biển Đỏ. Ở Ả Rập Xê Út, P. marisrubri được bán với giá trên 25 USD/kg, tương tự cho hai loài cá mú khác là Plectropomus areolatus và Variola louti.